# Piccola Venezia (Bamberga)

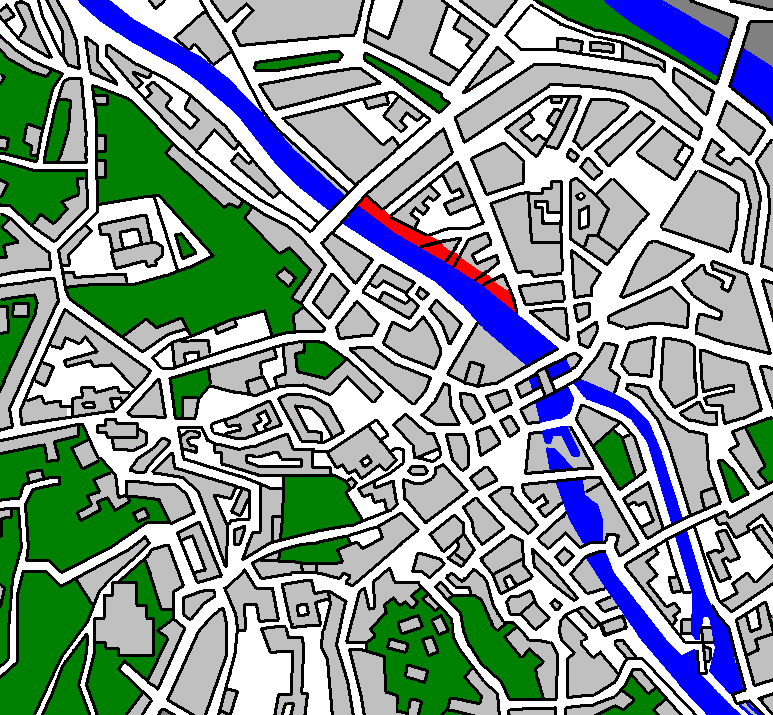
Posizione a Bamberga

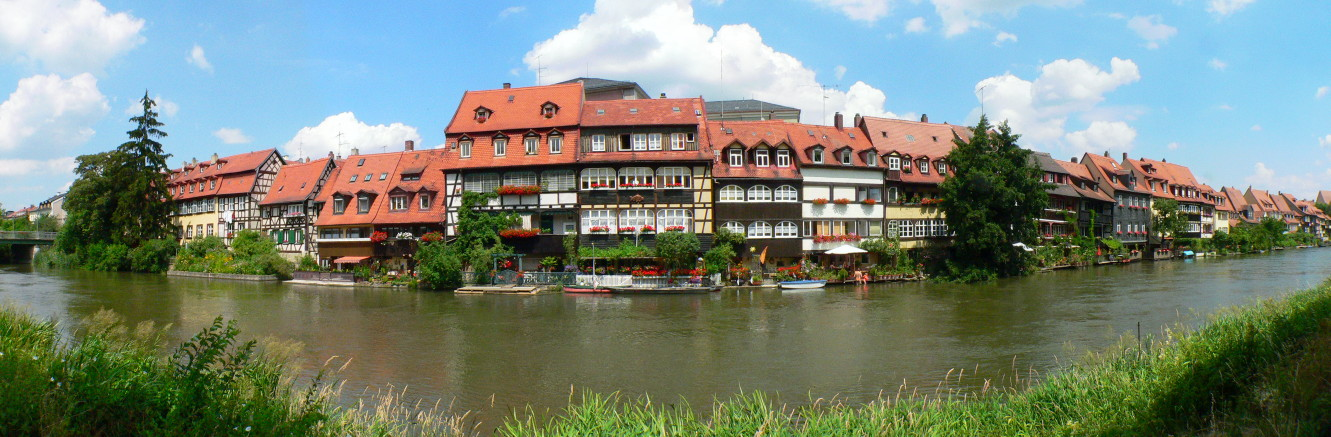
Panorama della "Piccola Venezia"

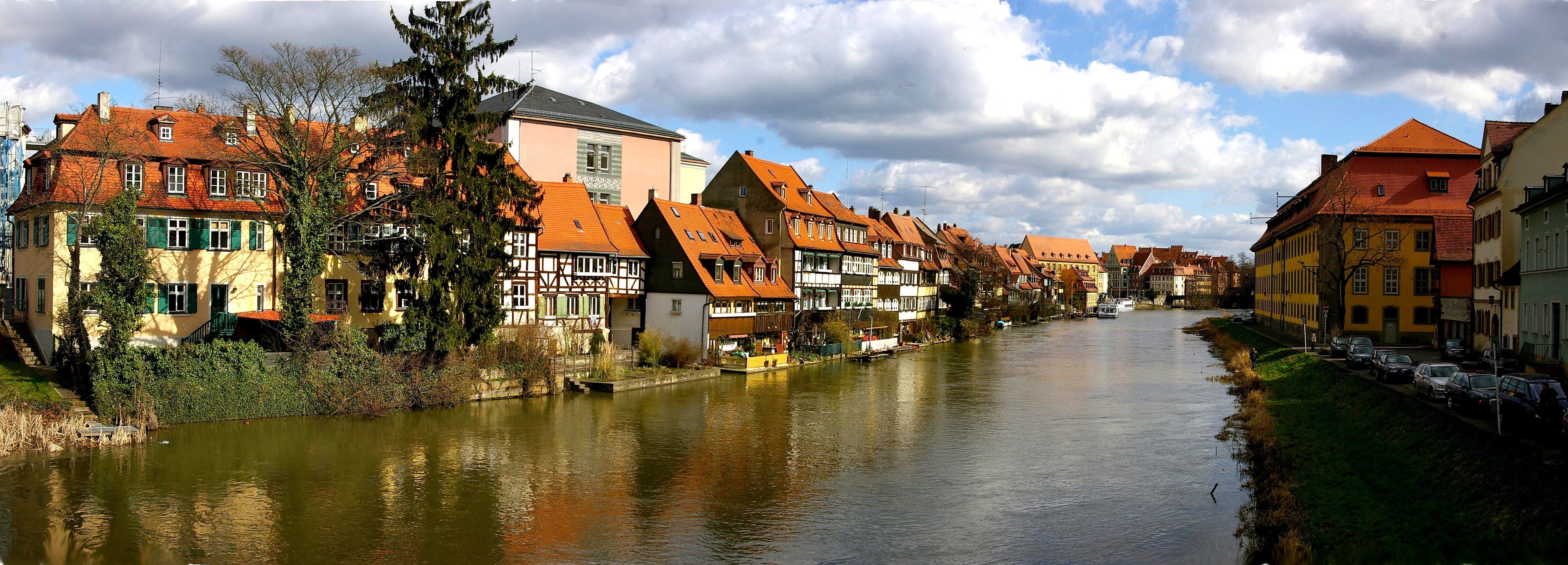
"Piccola Venezia" sulla sponda sinistra del fiume Regnitz

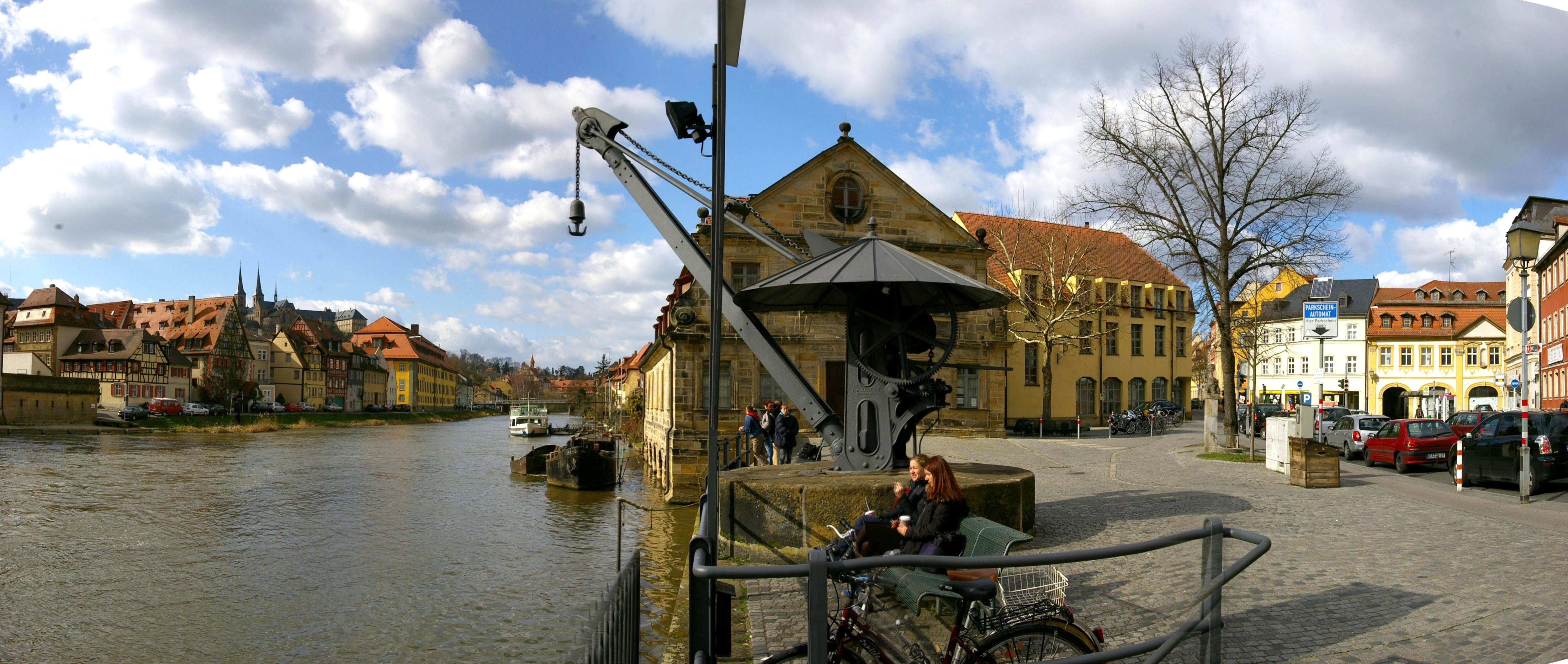
Gru e vecchio macello

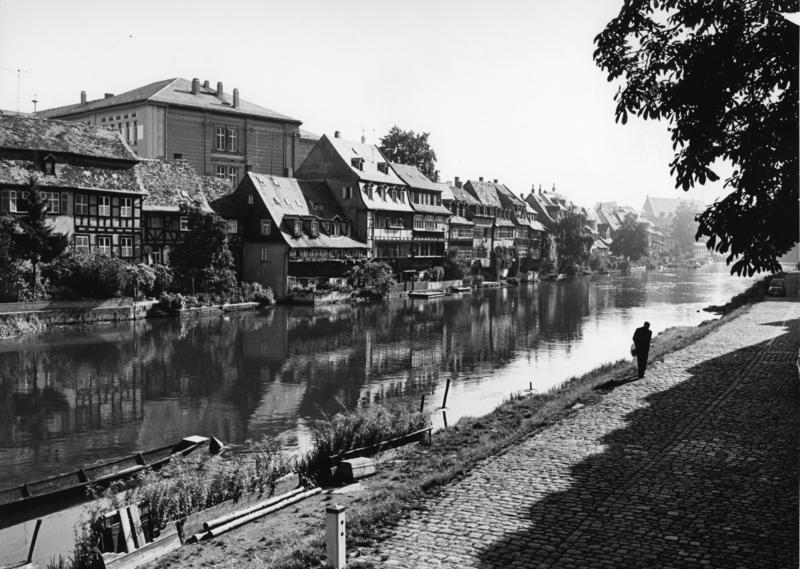
"Piccola Venezia" nel 1962

Piccola Venezia (Klein Venedig) è il nome di un antico insediamento di pescatori a Bamberga in Germania.

## Storia
Si tratta di una serie di vecchie case del XVII secolo, che si trovano direttamente sulla sponda orientale del fiume Regnitz, e fanno da sfondo alla "giostra di pesca" che si svolge in agosto nel cosiddetto Sandkerwa (Sandkirchweih), il più importante festival di Bamberga. 

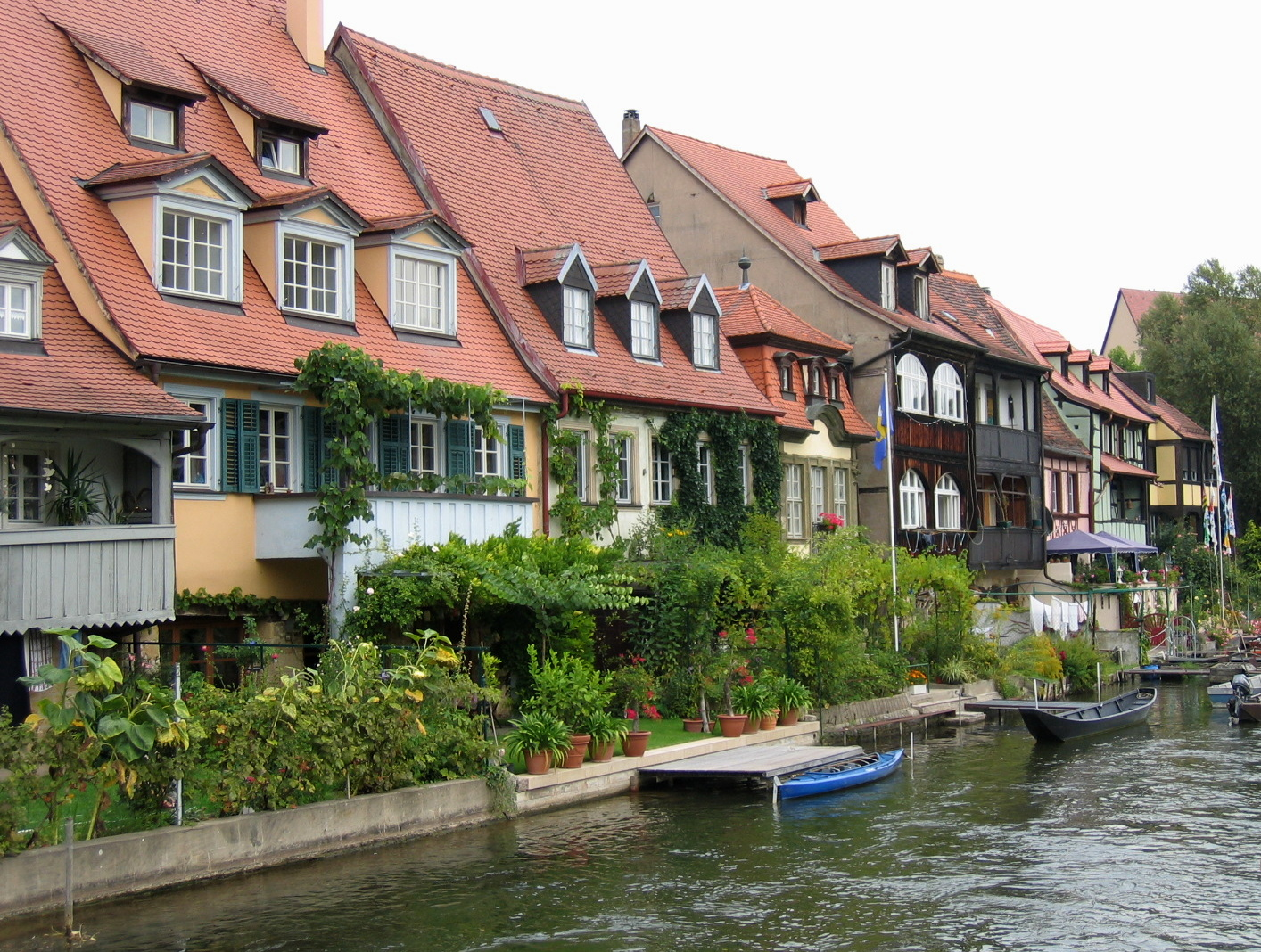
Fila di case sul Regnitz
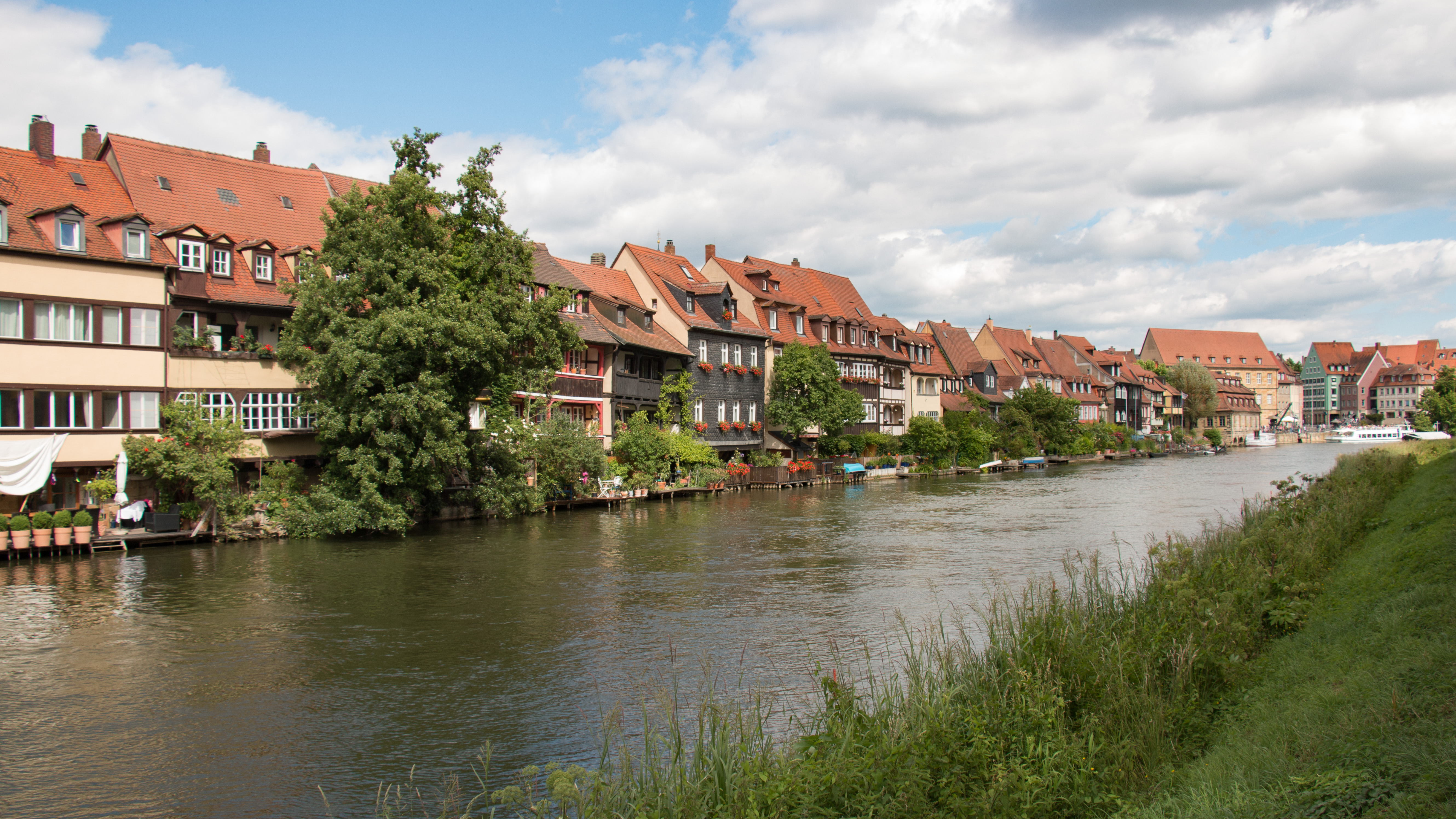
Il Regnitz a "Piccola Venezia"
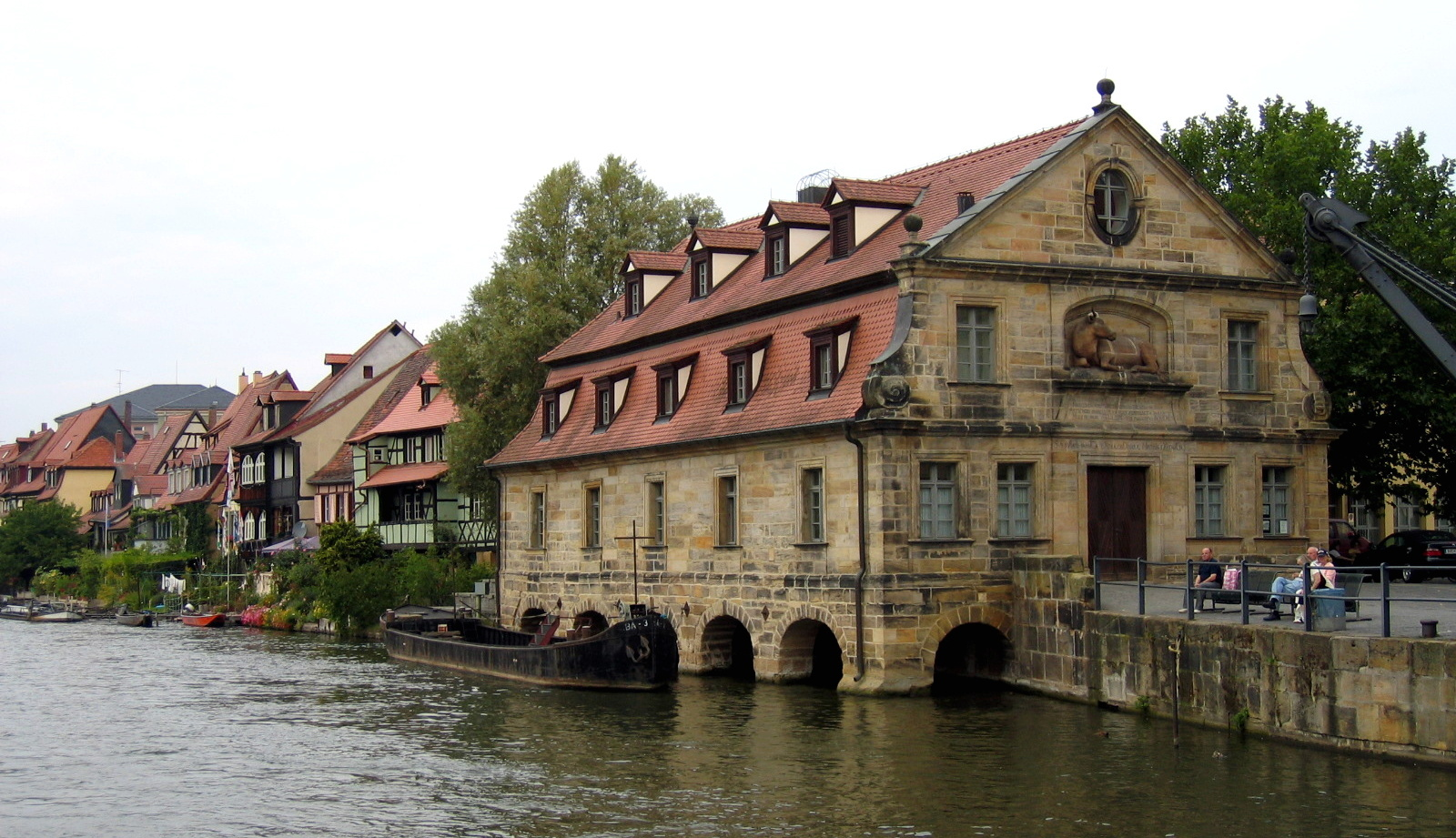
Vecchio mattatoio